# Ahmed Midhat Efendi

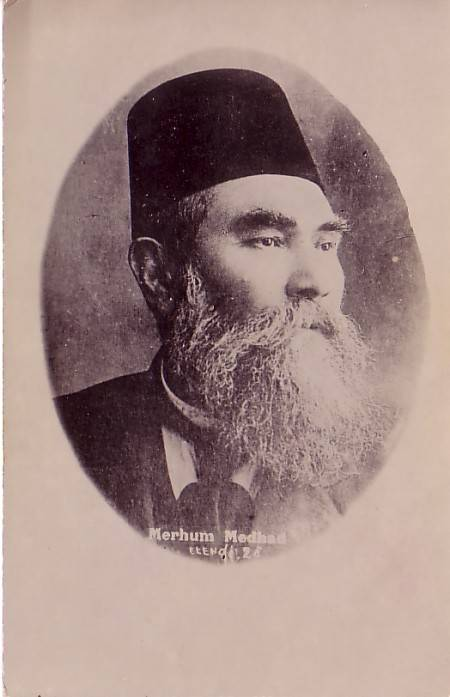
Ahmed Midhat

Ahmed Midhat (osmanisch احمد مدحت; * 1844 in Istanbul; † 28. Dezember 1912 ebenda) war ein osmanischer Journalist, Autor, Übersetzer und Verleger der Tanzimatzeit. Er wird in der Literatur mit seinem Titel als Ahmed Midhat Efendi geführt, um ihn von dem zur gleichen Zeit lebenden Politiker Ahmed Midhat Pascha zu unterscheiden. Ahmed Efendi erhielt seinen zweiten Namen, Midhat, von Ahmed Midhat Pascha, als er einige Zeit als Beamter und Zeitungsherausgeber in Midhat Paschas Vilâyet Tuna tätig war.
Politisch positionierte Ahmed Mithat Efendi sich konservativer als die liberalen Autoren um Namık Kemal. Er war ein Vielschreiber, von ihm sind über 250 Werke überliefert, die er großteils selbst verlegte. Ab 1878 gab er die Zeitung Tercüman-i Hakikat (deutsch: Übersetzer der Wahrheit) heraus.
Des Weiteren war er Förderer und Lehrer von Fatma Aliye, einer der bekanntesten osmanischen Autorinnen. Er unterstützte Olga Lebedewa bei der Übersetzung klassischer russischer Literatur ins Türkische.

## Schriften (Auswahl)
- Kıssadan Hisse (1870)
- Letâif-i Rivayat (1870/1871)
- Hasan Mellah (1874)
- Felâtun Bey ile Rakım Efendi (1875)
- Hüseyin Fellah (1875)
- Vah! (1882)

## Belege
1. ↑  Roderic H. Davison: Reform in the Ottoman Empire 1856–1876. Princeton University Press, Princeton 1963, S. 153f.
2. ↑  Olcay, Türkan: Olga Lebedeva (Madame Gülnar): A Russian Orientalist and Translator Enchants the Ottomans. In: Slovo. Band 29, Nr. 2, 2017, S. 40–71, doi:10.14324/111.0954-6839.065.